# Biosfærereservat Møn
Biosfærereservat Møn under UNESCOs Menneske og biosfære-programmet blev oprettet i 2017, og omfatter hele Møn, Nyord og Bogø. Biosfærereservatet har et samlet areal på 
451,18 km² med et kerneområde på 61,65 km². Det ligger i Vordingborg Kommune, og har sekretariat i Stege; Der bor omkring 45.000 mennesker i området.